# West Middletown
West Middletown är en ort i Washington County i delstaten Pennsylvania. Vid 2010 års folkräkning hade West Middletown 139 invånare.